# Niclas Wadström
Carl Niclas Wadström, född 1708 i Västerås, död 18 april 1793 i Östra Eneby församling, Norrköping, var en svensk ämbetsman och lanthushållare.

## Biografi
Carl Niclas Wadström var son till rektorn Lars Wadström och Margaretha Breumer. Efter juridiska studier vid Uppsala universitet var han 1743–1747 extraordinarie kanslist i Svea hovrätt och erhöll vid avskedet häradshövdings samt 1757 assessors titel. Som praktiserande affärsjurist biträdde han bland annat greve Fredrik Gyllenborg. Sedan han 1745–1757 innehaft och brukat egendomarna Lämshaga och Årsta flyttade han 1757 till Kvillinge socken i Östergötland, där han inköpte ett flertal gårdar bland annat Björnsnäs och Björnviken. Därutöver köpte han en del av Berga by i Östra Eneby socken, där han anlade herrgården Marieborg med ett större taktegelbruk. 1763 erhöll han burskap i Norrköping som handlare och fabrikör. Wadström var en framsynt lanthushållare, som bland annat införde stallfordring på sina gårdar. Till hans omfattande verksamhet hörde även tegel- och sockertillverkning, järn- och spannmålshandel, skeppsrederi och sillfiske. Han sökte dock förgäves intressera myndigheterna för offentlig sjöförsäkring. Lierad med hattpartiets ledare spelade Wadström under riksdagen i Norrköping 1769 rollen av gästfri värd både för de kungliga som olika ledande politiker. I religiöst hänseende hyste han sympatier för herrnhutarna, vilkas möten i Swartziska Friskolan han ofta besökte.